# Retribution (film)
Pour les articles homonymes, voir Retribution.
Pour plus de détails, voir Fiche technique et Distribution.
Retribution est un film américain réalisé par Nimród Antal et sorti en 2023. Il s'agit d'un remake du film espagnol Appel inconnu (El desconocido) de Dani de la Torre sorti en 2015.

## Synopsis
Matt Turner est un homme d'affaires travaillant à Berlin. Alors qu'il circule en voiture, il apprend qu'une bombe est placée dans le véhicule. Le mystérieux poseur de bombe prend alors contact avec lui. Il le force à réaliser plusieurs actions durant la journée. Si Matt refuse, l'homme s'en prendra à ses proches.

## Fiche technique
Sauf indication contraire, les informations mentionnées dans cette section peuvent être confirmées par la base de données cinématographiques IMDb,  présente dans la section « Liens externes ».
- Titre original : Retribution
- Réalisation : Nimród Antal
- Scénario : Chris Salmanpour et Andrew Baldwin, d'après le scénario du film Appel inconnu écrit par Alberto Marini
- Musique : Harry Gregson-Williams
- Décors : David Scheunemann
- Costumes : n/a
- Photographie : Flavio Martínez Labiano
- Montage : Steve Mirkovich
- Production : Jaume Collet-Serra, Shanna Eddy, Alex Heineman, Andrew Rona et Juan Sola

Producteurs délégués : Luc Étienne, Ron Halpern
Coproducteurs : Christoph Fisser, Henning Molfenter et Charlie Woebcken
- Sociétés de production : Atresmedia Cine, Kismet Media, Ombra Films, Studiocanal, Talent One, The Picture Company et Vaca Films
- Sociétés de distribution : Studiocanal (France), Lionsgate (États-Unis, Canada)
- Budget : n/a
- Pays de production :  États-Unis
- Langue originale : anglais
- Format : couleur
- Genre : action, thriller
- Durée : 90 minutes[2]
- Dates de sortie[3] :
  - France : 23 août 2023
  - États-Unis : 25 août 2023

## Distribution
- Liam Neeson (VF : Frédéric van den Driessche) : Matt Turner
- Jack Champion (VF : Jean-Stan Du Pac) : Zach Turner
- Lilly Aspell (VF : Lior Chabbat) : Emily Turner
- Matthew Modine (VF : Bernard Lanneau) : Anders Muller
- Embeth Davidtz (VF : Isabelle Gardien) : Heather Turner
- Arian Moayed (VF : Nessym Guetat) : Sylvain
- Noma Dumezweni (VF : Virginie Emane) : Angela Brickmann
- ? (VF : Jochen Hägele) : Karl Unger

## Production
Liam Neeson est annoncé dans le rôle principal en novembre 2020. En mai 2021, Jack Champion et Lilly Aspell sont ensuite annoncés dans les rôles de ses enfants. En juin 2021, Matthew Modine, Embeth Davidtz et Arian Moayed rejoignent également le film
Le tournage se déroule en Allemagne, notamment dans les Babelsberg Studios de Potsdam et à Berlin, où se déroule l'intrigue,. Il a notamment lieu dans le quartier de Berlin-Mitte.

## Accueil

### Box-office
| Pays ou région    | Box-office      | Date d'arrêt du box-office | Nombre de semaines |
| ----------------- | --------------- | -------------------------- | ------------------ |
| États-Unis Canada | 6 937 696 $     | 26 octobre 2023            | 9                  |
| France            | 219 146 entrées | 24 octobre 2023            | 9                  |
| Total mondial     | 18 685 751 $    | -                          | -                  |